# Puerto de Porto Alegre
El puerto de Porto Alegre es un puerto fluvial ubicado en la ciudad de Porto Alegre, Brasil. Está localizado en el canal de los Navegantes (delta del Yacuí) en la avenida Mauá en el centro histórico de la ciudad. Une el centro productor regional con uno de los mayores puertos marítimos del Mercosur: el puerto de Río Grande.

## Antecedentes
Los primeros usos del Lago Guaíba como medio de transporte se remontan a los orígenes de la ciudad. En los inicios de Porto Alegre se construyeron sucesivos trapiches, rampas de acceso y pequeños pantalanes y, a mediados del siglo XIX, había un gran número de ellos. Las primeras ideas para la construcción de un muelle estructurado se remontan a 1833, cuando el Municipio aprobó un proyecto para alinearlo desde la Ponta do Arsenal (cerca de la entonces Praça do Arsenal, hoy Usina do Gasômetro) hasta el Caminho Novo (hoy rúa Voluntários da Pátria), siendo la construcción realizada a plazos por particulares que poseían terrenos en el futuro muelle. Sin embargo, este proyecto, ambicioso y utópico para la época, no llegó a materializarse.
La primera parte del puerto se construyó finalmente en la década de 1850, a la altura de la Praça Pereira Parobé, tras la construcción del Mercado Público de Porto Alegre, que consistía en un muelle de amarre de piedra, pero que tenía una utilidad limitada debido a sus reducidas dimensiones y al hecho de que se inundaba constantemente. La situación mejoró cuando, entre 1856 y 1858, se levantó un muro de piedra a la altura de la Praça da Alfândega, aunque no resultó todo lo práctico que podría haber sido.
Tan pronto como la Lagoa dos Patos fue señalizada con la construcción de sus faros, el puerto de Porto Alegre comenzó a ser cada vez más solicitado por embarcaciones nacionales y extranjeras y como estación central en el sistema de navegación fluvial de la cuenca del Guaíba. Con esta creciente demanda se multiplicaron los muelles y puentes y el plano oficial de la ciudad de 1900 muestra más de treinta de estas construcciones avanzando hacia el lago, resultando en un puerto desorganizado y sucio. La necesidad de construir un muelle adecuado ya se había hecho sentir en la década anterior, cuando el Intendente Alfredo Augusto Azevedo afirmó que

...la construcción de un muelle en la parte del puerto comprendida entre la Cárcel Civil y la calle Ramiro Barcellos es, en mi opinión, una necesidad apremiante que debemos atender con solicitud.

## Construcción
Después de la conclusión de las obras de la Barra de la Laguna de los Patos, en Río Grande, que resultó en la ansiada apertura de la navegación de gran calado en el estado, el gobierno estadual procedió a planificar efectivamente la construcción de un puerto compatible con el gran movimiento que ya existía y que pronto, se imaginaba con razón, aumentaría aún más.
El proyecto del puerto de Porto Alegre fue concebido por Cândido Godoy, que fue responsable de numerosas obras en Porto Alegre y en el estado de Río Grande del Sur durante su etapa como Secretario de Obras en el gobierno de Carlos Barbosa Gonçalves. La construcción del puerto fue contratada a la empresa de ingeniería de Rudolf Ahrons, bajo la supervisión de Cândido Godoy, y las obras comenzaron en 1911. El 26 de agosto de 1913 se concluyeron 146 metros de muelle de cuatro metros de profundidad, con la consiguiente ampliación del área central de la ciudad en 180 metros como consecuencia de los terraplenes realizados.
Las obras quedaron paralizadas hasta 1919, cuando fueron rápidamente retomadas por el presidente del Estado Borges de Medeiros, concluyendo en 1921 otros 490 metros de muelle con sus respectivos terraplenes, cubriendo el tramo comprendido entre la puerta central y la calle Marechal Floriano. A continuación se iniciaron las obras del tramo en torno a la Praça da Harmonia, y cuando dejó el cargo en 1927 Borges de Medeiros dejó listos 1652,88 metros de muelle, con 10 almacenes y 22 grúas eléctricas.
La construcción continuó bajo los siguientes gobiernos. Flores da Cunha añadió algunos centenares de metros más al muelle y creó el Frigorífico del Puerto. Entre 1947 y 1949 se construyó el Muelle de Navegantes, con más de 3.500 metros de atraques, y entre 1951 y 1956 fue el turno del Muelle Marcílio Dias, que añadió otros 1.435 metros al puerto de la ciudad, aunque los terraplenes correspondientes sólo se concluyeron en 1958. La finalización general del puerto tuvo lugar en 1962.

## Situación actual

### Administración
En 1951 fue creado el Departamento Estadual de Puertos, Ríos y Canales (DEPRC), autoridad estadual responsable por la explotación comercial del puerto. Con el fin de la concesión en 1994, se realizaron dos modificaciones hasta que se firmó un acuerdo de delegación entre el Ministerio de Transportes y el estado de Río Grande do Sul, el 27 de marzo de 1997, para la administración y explotación del puerto que pasó a ser responsabilidad de la Superintendencia de Puertos y Vías Navegables de Río Grande del Sur (SPH). En 2017, con la extinción de este órgano, sus funciones fueron transferidas a la Superintendencia del Puerto de Río Grande (SUPRG). En 2021, el SPURG fue abolido, para ser sucedido por Portos RS'.

### Instalaciones
El muelle de atraque, de 8028 metros de longitud, está subdividido en tres secciones:
- Muelle Mauá - de 3,240 metros de longitud con dieciséis puntos de atraque y profundidades que varían entre los cuatro y los 5,5 metros. El almacenamiento en esta sección se lleva a cabo en dieciocho almacenes, doce de los cuales son para carga general, con un total de 20,178 metros cuadrados, y los otros seis para usos diversos. Los patios, cuatro en número, suman 2,180 metros cuadrados. Una de las naves, situada junto a la Usina do Gasômetro, alberga la Escuela de Vela de la Marina Pública, que ofrece más de treinta cursos entre ellos uno de iniciación a la navegación, con material y certificados.
- Muelle de los Navegantes - De 3,268 metros de longitud cuenta con doce atracaderos de seis metros de profundidad y once almacenes, seis de carga general y cinco de graneles sólidos, que suman 23,880 metros cuadrados y 16,320 metros cuadrados, respectivamente.
- Muelle Marcílio Dias - 1,366 metros de longitud con cinco atracaderos y un calado de entre cuatro y cinco metros, manipula arena y guijarros laminados.
- Otros cuatro patios descubiertos - uno más grande, para carbón con 36,105 metros cuadrados, y los otros que suman 22,340 metros cuadrados, así como tres silos para granos, con capacidad para 83,750 toneladas, uno de los cuales es vertical y tiene capacidad para 18,750 toneladas, explotado por la Compañía Estadual de Silos y Almacenes (CESA); uno horizontal, propiedad de la Sociedade Anônima Moinho Riograndense (SAMRIG), para 15,000 toneladas; y otro horizontal, propiedad de la Companhia de Armazéns Graneleiros (Ciagran), con capacidad para 50,000 toneladas. SAMRIG utiliza cuatro tanques para almacenar aceite vegetal, con un total de 4,400 toneladas.

### Principales cargas
Las principales cargas embarcadas son: soja, celulosa, bobina de hierro/bobina de acero, maquinarias y electrodomésticos, contenedor lleno, contenedor vacío, crudo, gasóleo, fuel, benceno, tolueno y xileno.
Los principales cargamentos importados son: trigo, sulfatos diversos, fosfatados, potásicos, papel-periódicos, nitrogenados, urea, contenedores llenos, contenedores vacíos, nafta, petróleo crudo, gasolina ordinaria, propileno y etileno.